# Атамекенська селищна адміністрація
Атамекенська селищна адміністрація (каз. Атамекен кенттік әкімдігі, рос. Атамекенская поселковая администрация) — адміністративна одиниця у складі Павлодарської міської адміністрації Павлодарської області Казахстану. Адміністративний центр — селище Атамекен.
Населення — 9488 осіб (2021; 8619 у 2009, 8072 у 1999, 9586 у 1989).
Станом на 1989 рік існувала Ленінська селищна рада (смт Ленінський). 2023 року Ленінська селищна адміністрація перейменовану в Атамекенську.